# Gerhard Bökel
Gerhard Bökel (* 30. Juni 1946 in Sontra-Hornel) ist ein deutscher freier Autor und ehemaliger Politiker, Journalist und Rechtsanwalt. Er war von 1978 bis 1985 sowie erneut von 1999 bis 2008 Abgeordneter für die SPD im Hessischen Landtag. Im Jahr 2003 war er Spitzenkandidat seiner Partei bei der hessischen Landtagswahl. Seit 2014 ist er wieder publizistisch tätig, insbesondere mit Veröffentlichungen über die deutsche Besatzung Frankreichs während des Zweiten Weltkriegs.

## Leben
Nach dem Abitur an der Lichtenbergschule in Darmstadt 1966 begann Bökel an der Universität Gießen ein Jurastudium. Im Jahr 1971 legte er das erste Staatsexamen ab und wurde wissenschaftlicher Mitarbeiter; 1974 folgte das zweite Staatsexamen. Parallel arbeitete er von 1966 bis 1974 als freier Journalist, u. a. für die Frankfurter Rundschau. 1975 gründete er in Atzbach eine Rechtsanwaltskanzlei, in der er bis 1985 tätig war. Im Jahr 2003 nahm er die Anwaltstätigkeit bei KKP – einem Zusammenschluss der ehemaligen Kanzlei in Atzbach mit Kleymann und Partner – in Wetzlar wieder auf. Mit Vollendung des 70. Lebensjahres gab er seine Anwaltszulassung im Juni 2016 zurück. Seitdem befasst er sich schwerpunktmäßig mit dem Frankreich während des Zweiten Weltkriegs, nachdem er bereits parallel zur Anwaltstätigkeit seit 2011 zu mehreren Studienaufenthalten in Avignon mit einigen Semestern an der dortigen Universität war.
Bökel ist evangelisch. Er wohnt in Frankfurt am Main und in der Nähe von Avignon.

## Politische Ämter
Im Jahr 1966 trat Bökel in die SPD ein. Politische Erfahrungen sammelte er 1972 bis 1974 als Erster Beigeordneter der Gemeinde Atzbach und 1977 bis 1979 als Stadtverordneter in der Stadt Lahn. 1978 zog er als Abgeordneter in den hessischen Landtag ein, wo er 1979 mittelstandspolitischer Sprecher der SPD-Fraktion und 1983 Vorsitzender des Kulturpolitischen Ausschusses wurde.
Seit 1981 auch Vorsitzender der SPD-Kreistagsfraktion im Lahn-Dill-Kreis, wurde Bökel 1985 zum Landrat des Lahn-Dill-Kreises gewählt. Dieses Amt übte er bis 1994 aus. In dieser Zeit war er Mitglied des Aufsichtsrats des Energieversorgers EAM mit Sitz in Kassel, zuletzt als Aufsichtsratsvorsitzender. Von 1991 bis 1994 war er auch Präsident des Hessischen und Vizepräsident des Deutschen Landkreistages.
Unter Ministerpräsident Hans Eichel war Bökel von 1994 bis 1999 zunächst hessischer Innenminister und dann Minister des Innern und für Landwirtschaft, Forsten und Naturschutz. Zur gleichen Zeit war er Mitglied des Bundesrates sowie des Vermittlungsausschusses. Nach dem Regierungswechsel 1999 wurde er stellvertretender Vorsitzender der SPD-Landtagsfraktion und Vorsitzender des SPD-Bezirks Hessen-Süd; von 2001 bis 2003 war er Fraktionsvorsitzender und Landesvorsitzender der hessischen SPD.
Der damalige amerikanische Generalkonsul in Frankfurt am Main, Peter W. Bodde, schrieb 2002 in einem vertraulichen Bericht: Bökel „wird bewundert für seine Integrität, sein gutes Management und seine Team-Building-Fähigkeiten“.
Bei der hessischen Landtagswahl 2003 trat Bökel als Spitzenkandidat der SPD an, unterlag aber Ministerpräsident Roland Koch (CDU) mit dem damals schlechtesten Ergebnis für die SPD in Hessen. Danach gehörte er bis 2008 dem hessischen Landtag als einfacher Abgeordneter an. Seine Arbeitsschwerpunkte lagen in der Europa- und der Medienpolitik. Er kritisierte seine Nachfolgerin Andrea Ypsilanti, als diese im November 2008 entgegen ihrer Wahlaussage eine von der Linken tolerierte rot-grüne Regierung bilden wollte. Für die „vier Abweichler“, die ihre Zustimmung zur Bildung dieses geplanten Bündnisses verweigerten, veranlasste er durch einen Anruf bei seinem Amtsnachfolger als Innenminister, Volker Bouffier, den Polizeischutz für deren Pressekonferenz am Tag vor der geplanten Wahl von Ypsilanti zur Ministerpräsidentin.

## Publizistische Tätigkeit
Nach dem Ausscheiden aus der Politik begann Bökel mit Studien und Recherchen zu Frankreich während des Zweiten Weltkriegs. Vor allem befasste er sich mit der Résistance gegen die deutschen Besatzer und ihre französischen Kollaborateure sowie den Widerstandskämpfern, die nicht aus rassistischen Gründen, sondern aufgrund ihrer politischen Aktivitäten in die Konzentrationslager verschleppt wurden. Überlebende des letzten Transports aus dem Internierungslager „Le Vernet d’Ariège“ schilderten ihm die sechswöchige Odyssee des – wie sie ihn nannten – „Geisterzugs“ ins Konzentrationslager Dachau. Bökel veröffentlichte eine zweisprachige Publikation über dieses Drama. Es folgte eine Schrift über Ange Alvarez, einen spanischen Widerstandskämpfer, der auf dem Weg ins KZ aus einem Viehwaggon flüchten konnte und Bökel seine Geschichte im Widerstand und den seiner Familie, von der drei in KZs landeten, erzählte.
Für das „Gedächtnisbuch für Häftlinge des KZ Dachau“ schrieb Bökel 2017 eine Biographie über den Imam Abdelkader Mesli, der zunächst nach Dachau, dann in das KZ Mauthausen verbracht wurde. Mesli war von der Großen Moschee in Paris zur Betreuung der muslimischen Häftlinge in den Arbeitslagern nach Bordeaux geschickt worden – wo er ein Doppelleben als Imam und Widerstandskämpfer führte und schließlich von der Gestapo verhaftet wurde. Das gleiche Schicksal ereilte den jungen Widerstandskämpfer Roger Valroff, der ebenfalls auf Veranlassung des Moschee nach Bordeaux beordert wurde und mit seinen Deutsch- und Arabischkenntnissen als Verbindungsmann zur Organisation Todt eingesetzt wurde, im Untergrund aber mit dem Imam zusammenarbeite. Auch über ihn schrieb Bökel – gemeinsam mit der Pariser Wissenschaftlerin Bénédicte Penn – ein Porträt für das Gedächtnisbuch in Dachau. Sein Buch „Der Geisterzug, die Nazis und die Résistance“ erschien in aktualisierter Fassung in französischer Übersetzung im Januar 2019 unter dem Titel „Le train fantôme, les nazis et la Résistance“.
In seinem im Mai 2022 erschienenen Buch „Bordeaux und die Aquitaine im Zweiten Weltkrieg“ schildert Bökel auch die Nachkriegskarrieren von Akteuren und Tätern nach dem Zweiten Weltkrieg. Darunter die des für den Kriegseinsatz freigestellten Frankfurter Richters Hans Luther, der als Polizeikommandant von Bordeaux für die Deportation von Juden und die Massenhinrichtung von Geiseln verantwortlich war und nach dem Krieg wieder in den hessischen Justizdienst zurückkehrte. Parallel zu seiner Richtertätigkeit in Limburg an der Lahn schrieb Luther eine Doktorarbeit an der Philipps-Universität Marburg unter dem Titel: „Der französische Widerstand gegen die deutsche Besatzungsmacht und seine Bekämpfung.“ Darin rechtfertigt er sowohl die Deportation von Juden und Widerstandskämpfern als auch die Massenerschießung von Geiseln. Für den Historiker Steffen Prauser ist die Dissertation Luthers die einzige wissenschaftliche deutsche Arbeit zu dieser Thematik geblieben, geschrieben von „einem Experten, dem Kommandeur der Sicherheitspolizei und des Sicherheitsdienstes von Bordeaux, kurz der Gestapo“. Doktorvater Luthers war Erich Schwinge, der schon früh der führende Experte für Militärstrafrecht im Nationalsozialismus geworden war. Für Bökel (S. 225) ist es „an der Zeit“, dass die von Luther und Schwinge bisher vertretene These, dass die Geiselerschießungen rechtlich zulässig waren, wissenschaftlich hinterfragt wird. Der Marburger Oberbürgermeister Thomas Spies, der Dekan des Fachbereichs Rechtswissenschaften der Marburger Universität, Constantin Willems, und die Direktorin des Internationalen Forschungs- und Dokumentationszentrums Kriegsverbrecherprozesse (ICWC), Stefanie Bock, luden im Februar 2023 zu einer Vorstellung des Buches von Bökel ein. Willems hat danach das „spannende Buch“ im Journal der Juristischen Zeitgeschichte besprochen und hat sich darin insbesondere mit dem Frankfurter Richter Hans Luther befasst. Es sei besonders betrüblich schreibt er Bökel zitierend, dass sich „Täter wie Luther daran gesetzt haben, die Nazi-Vergangenheit und ihre eigene Beteiligung an Kriegsverbrechen unter dem Mantel der Wissenschaftlichkeit darzustellen und zu rechtfertigen“.
Kristin Braband schreibt zu dem Buch in der Zeitung des Deutschen Kulturrates: „Ein äußerst detailreiches Buch, welches unter anderem aufgrund des Zeitzeugengesprächs mit der Widerstandskämpferin Renée Lacoude sehr lesenswert ist“.
Neben Lesungen u. a. während der Frankfurter Buchmesse im Rahmen von „Leseland Hessen“ und bei Geschichtsvereinen in Südfrankreich liest und diskutiert Bökel mit Schülern in deren Schulen, so in Wiesbaden, Waldbröl, Dillenburg und Orange. In Südfrankreich begleitete er deutsche Schülergruppen, die auf den Spuren seines Buches unterwegs waren.

## Publikationen
- Mit dem Geisterzug in den Tod – En train fantôme vers le camp de concentration de Dachau. Deutsche Nationalbibliothek 2016 A 34385 (Frankfurt), 23828 (Leipzig).
- Ange Alvarez, Une vie en Résistance – Ein Leben für den Widerstand. Deutsche Nationalbibliothek 2016 A 42746 (Frankfurt), 23829 (Leipzig).
- Der Geisterzug, die Nazis und die Résistance. Brandes & Apsel, 2017 ISBN 978-3-95558-190-9.
- Le train fantôme, les nazis et la Résistance – Témoignages et documents historiques à l´époque de l´occupation et collaboration dans le sud de la France. Brandes & Apsel, 2019 ISBN 978-3-95558-218-0.
- Bordeaux und die Aquitaine im Zweiten Weltkrieg – Nazibesatzung und Kollaboration, Widerstand der Résistance und bundesdeutsche Nachkriegskarrieren. Brandes & Apsel, 2022, ISBN 978-3-95558-328-6.
  - Bordeaux et l'Aquitaine dans la Seconde Guerre mondiale - Bourreaux, victimes et destins d'après-guerre. Überarbeitete und übersetzte Neuauflage, Les Indes Savantes, 2024, ISBN 978-2-84654-670-6.